# Лошият котарак
„Лошият котарак“ (на турски: Kötü Kedi Şerafettin) е турски компютърно-анимационен филм от 2016 г. на режисьорите Мехмет Куртулуш и Айше Юнал.
Базиран е на графичната новела на Бюлент Юстюн със същото име.

## Актьорски състав
- Уур Юджел : Шеро
- Демет Евгар : Тако
- Окан Ялабък : карикатурист
- Гювен Крач: плъхът Риза
- Гьокче Йозйол : чайката Рифки
- Ахмет Мюмтаз Тайлан : художник
- Айшен Груда : хазайка баба
- Джемзи Баскън : собственик на магазина